# Sydney International 1998 - Doppio femminile
Il doppio femminile  del Sydney International 1998 è stato un torneo di tennis facente parte del WTA Tour 1998.
Gigi Fernández e Arantxa Sánchez-Vicario erano le detentrici del titolo, ma la Fernández non ha partecipato.
Sánchez-Vicario ha fatto coppia con la Bollegraf, ma ha perso nei quarti contro Lisa Raymond e Rennae Stubbs.
Martina Hingis e Helena Suková hanno battuto in finale 6–1, 6–2 Katrina Adams e Meredith McGrath.

## Teste di serie
1. Lindsay Davenport /  Nataša Zvereva (semifinali)
2. Manon Bollegraf /  Arantxa Sánchez-Vicario (quarti)
3. Martina Hingis /  Helena Suková (campionesse)
4. Yayuk Basuki /  Caroline Vis (primo turno)

## Tabellone

### Legenda
| - Q = Qualificato - WC = Wild card - LL = Lucky loser | - ALT = Alternate - SE = Special Exempt - PR = Protected Ranking | - w/o = Walkover - r = Ritirato - d = Squalificato |